# Nissan Presage
O Presage é um carro de grande porte produzido pela Nissan desde 1998. O Presage só é vendido oficialmente pela Nissan em Hong Kong, Singapura, Brunei e Japão.
A partir de julho de 2004, passou a ser comercializada no Japão uma versão equipada com transmissão continuamente variável (Câmbio CVT).

## Galeria
- Primeira geração (1998-2003)
- Segunda geração (2003-2009)